# Beate Fischer
Beate Fischer (* um 1962; † 23. Juli 1994 in Berlin) war eine deutsche Sexarbeiterin aus Berlin, die im Alter von 32 Jahren von vier Neonazis aus frauenfeindlicher Motivation ermordet wurde.

## Tathergang
Die vier Neonazis verbrachten bereits den Abend des 22. Juli 1994 gemeinsam und konsumierten Alkohol. Ausgangspunkt des Abends war die Wohnung eines der Täters. im Anschluss sollte es in eine Lichtenberger Diskothek gehen, einer der Täter wohnte in der Nähe in einem von Neonazis besetzten Haus in der Weitlingstraße. Gegen 3 Uhr morgens verließen sie die Diskothek wieder und suchten anschließend die Konfrontation mit Autonomen im Umfeld der Hausbesetzungen in der Mainzer Straße in Friedrichshain. Am Ostbahnhof trafen sie später auf Beate Fischer.
Ob Fischer freiwillig mit ihnen mitging oder nicht, ist nicht vollständig geklärt. Während die Täter während des Gerichtsprozesses darauf beharrten, sagten Kolleginnen von ihr bei der polizeilichen Vernehmung aus, dass sie Beate Fischer ein solches Verhalten eher nicht zutrauten, sie wäre eher vorsichtig vorgegangen. Fischer sei nicht rassistisch gewesen und hatte auch keine Sympathien für Skinheads oder Rechte gehabt. Daher konnte sich ihre Kollegin nicht vorstellen, dass Fischer freiwillig mitgegangen sei.
Während der Fahrt mit der S-Bahn und später in der Wohnung einer der Neonazis in Reinickendorf kam es zu sexuellen Handlungen. Spätestens als Fischer hierbei bewusst Verletzungen zugefügt wurden, bestand keine Einvernehmlichkeit mehr und Fischer wurde daran gehindert, die Wohnung zu verlassen. Im Laufe des 23. Juli 1994 wurde Beate Fischer von den vier Neonazis gedemütigt, bestohlen, vergewaltigt, gefoltert und schließlich ermordet. Fischers Ehemann, von dem sie getrennt lebte und mit dem sie zwei Kinder hatte, erfuhr aus der Presse von ihrem Tod.

## Ermittlungen
Beate Fischers Körper wurde am Tag nach der Ermordung im Hinterhof von Bewohnern des Hauses gefunden. Am 27. und 28. Juli stellten sich die ersten beiden Täter, ein weiterer wurde in der Wohnung seiner Freundin verhaftet. Der letzte der Vier war noch bis zum 17. August auf der Flucht, ehe er sich ebenfalls der Polizei stellt. Während der Ermittlung wurde deutlich, dass die Täter dem rechtsextremen Milieu angehörten.
Die politische Überzeugung der Täter war im Verfahren nicht ausschlaggebend. Sie werden zwar in einem psychiatrischen Gutachten und im Urteil aufgegriffen und analysiert, letztendlich aber als „normale Jungs“ und „kriminellen Jugendgruppe“ entpolitisiert. Ihre rechte Gesinnung wird als Entwicklungsrückstand und damit als jugendspezifisches Phänomen verstanden. Das Urteil beschreibt das Tatmotiv für die Tötung als „Verdeckung“. Drei der vier Täter wurden nach Jugendgerichtsgesetz verurteilt, nur einer als Erwachsener abgeurteilt. Das Gericht zog in der mündlichen Urteilsverkündung eine Verbindung zwischen tödlicher Frauenfeindlichkeit und rechtsextremer Ideologie. Der verantwortliche Richter stellte fest, die Täter hätten: „nach ihrer Wolfsmoral Sex als die Bühne ihrer Macht benutzt“. Das Urteil des Landgerichts Berlin wurde am 24. April 1995 gefällt. Zwei der Täter wurden zu 9 Jahren, einer zu 10 Jahren und einer zu lebenslanger Freiheitsstrafe verurteilt.

## Gedenken
Der Mord an Beate Fischer wurde anfänglich öffentlich und medial kaum aufgefasst, ebenso wurde die frauenfeindliche Tatmotivation und die rechte Gesinnung der Täter kaum thematisiert. Seit der Neuklassifizierung als Opfer rechter Gewalt finden regelmäßig Veranstaltungen im Gedenken an Beate Fischer statt.
Beate Fischer wurde lange Zeit nicht staatlich als Opfer rechter Gewalt anerkannt. 2011 äußert sich der Berliner Innensenator in einer Stellungnahme dazu: „Letztendlich einigten sich die Täter, ihr Opfer zu töten, um einer Strafverfolgung zu entgehen. Es handelt sich insofern nicht um eine Tat des Phänomenbereiches PMK-rechts“.
Im Jahr 2015 gab das Berliner Landeskriminalamt eine Studie in Auftrag, die den politischen Hintergrund mehrerer Verdachtsfälle rechter Tötungsdelikte untersuchen sollte. Das Zentrum für Antisemitismusforschung der Technischen Universität Berlin veröffentlichte 2018 die Ergebnisse dieser Studie, aufgrund derer auch Beate Fischer als Todesopfer rechter Gewalt nachgemeldet wurde.